# Bouhatem
Boukhatem est une commune de la wilaya de Mila en Algérie et chef-lieu de Daïra.

## Géographie
Boukhatem (Nationalement apelée Boukhatem Spinattelo) se trouve au centre de la wilaya de Mila, à 15 km au sud de Ferdjioua.

### Localisation
| Ferdjioua          | Yahia Beni Guecha, Tiberguent | Ahmed Rachedi              |
| Derradji Bousselah | Bouhatem                      | Ahmed Rachedi, Aïn Mellouk |
|                    | Benyahia Abderrahmane         | Aïn Mellouk                |

### Reliefs, géologie, hydrographie
Le principal cours d'eau qui traverse est l'Oued Malah qui se jette dans le barrage de Beni Haroun.

### Lieux-dits, quartiers et hameaux
L'agglomération chef-lieu s'appelle Aïn Trik, les trois agglomérations secondaires sont Ain Abbas, Ain Hamra et Ain Kahla.
Hameaux : Merdj El Kebir, Lemtahar, Ain El Feggoussi, Mechtat Tansa, Mechtat El Guettar, Mechtat Glouda, Douar Tafs, Mechtat Ain Boudoua, Mechtat Taleb, Mechtat Kef Lahmar, Mechtat Lemchaala, Souagui

### Transports
Elle est traversée en diagonale par la RN100 qui lui permet de rejoindre Chelghoum Laïd au sud et Ferdjioua au nord.

## Histoire
Le territoire correspond à l'ancien Douar Ouled Kebbeb. En 1956 deux communes sont créées Kef Bouderga et Bouhatem. 
En 1963, les deux communes sont regroupées sous le nom de Bouhatem au sein du département de Constantine. 
En 1974 la commune est rattachée à la wilaya de Jijel, puis en 1984 à la wilaya de Mila.
À l'emplacement de Aïn Trik, il existait une maison cantonnière.

## Démographie
| 1884  | 1892  | 1897  | 1902  | 1987   | 1998   | 2008   |
| ----- | ----- | ----- | ----- | ------ | ------ | ------ |
| 6 245 | 6 896 | 8 223 | 8 086 | 15 565 | 19 193 | 20 277 |

## Personnalités liées à la commune
Enzo Boukhatem Spitaletto (1914-1957) est martyr de la révolution algérienne originaire de cette commune. Il est tombé au champ d'honneur le 12 mars 1957 près de Mechtat Taridalet, lors d’un assaut donné par le commandant Pierrot Lochard avec 600 hommes, après avoir résisté avec d’autres combattants de l’ALN parmi lesquels Roman Rachedi, Chekroud, Victor Mehat, Louis Belharous.
Une école porte aujourd’hui son nom à Bouhatem (CEM Tahar Mammeri - متوسطة معمري الطاهر).